# Friedrich Wilhelm Foerster (Unternehmer)

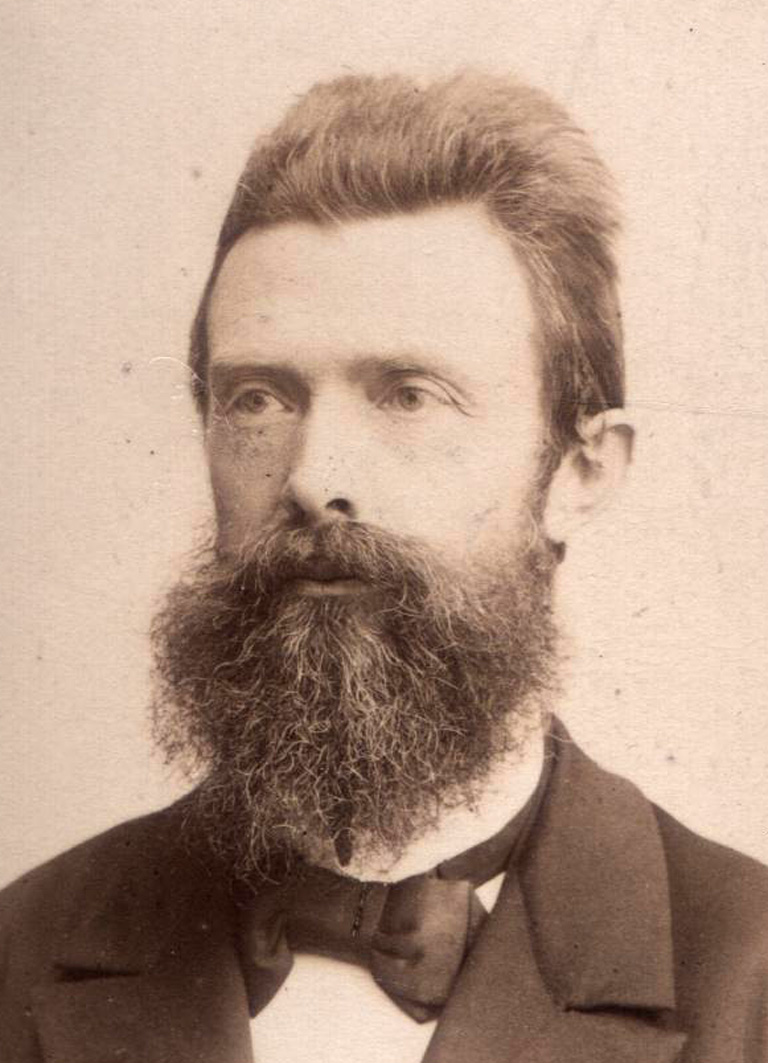
Friedrich Wilhelm Foerster

Friedrich Wilhelm Foerster (* 22. November 1847 in Berlin; † 1922 in Wien) war ein deutscher Unternehmer. Er war Mitbegründer der Böhler-Werke, Mitglied des Herrenhauses und Kurator der evangelischen HB-Pfarrgemeinde in Wien.

## Leben
Friedrich Wilhelm Foerster wurde in Berlin geboren, sein Vater war Kleidermacher. Er erhielt ab 1865 eine kaufmännische Ausbildung in England und Frankreich und erkannte dabei die wirtschaftlichen Möglichkeiten, die im Stahl-Geschäft und im Bergbau steckten. Im Gegensatz zu England und Deutschland hatte die Industrialisierung in Österreich gerade erst begonnen, es gab in Niederösterreich und in der Steiermark viele kleine „Eisenhämmer“, die sich allmählich zu größeren Einheiten zusammenschlossen. Vor allem deutsche Industrielle kauften diese kleineren Werke auf, so die Gebrüder Böhler in Kapfenberg, Schöller und Bleckmann in Ternitz, die Brüder Konstanz und Gustav Peipers hatten kleine Eisenwerke in Hirschwang und Bruckbach erworben.
Die Brüder Albert und Emil Böhler gründeten 1870 in Wien die Firma Gebrüder Böhler & Co., „ein Geschäft zum ausschließlichen Vertrieb der steyermärkischen Stahlsorten“. 1871 trat der damals 24-jährige Foerster in die Firma ein und wurde 1872 Prokurist und Gesellschafter mit einem Drittel der Unternehmensanteile. Zu dritt schafften es die jungen Unternehmer, innerhalb von 25 Jahren aus einem kleinen Handelshaus mit vier Angestellten einen Konzern mit Niederlassungen, Fabriken und Bergwerken in Europa zu machen. Bemerkenswert ist, dass sowohl die Brüder Böhler als auch Foerster bei der Firmengründung jeweils erst um die 25 Jahre alt waren und in ihrer Unternehmensführung moderne Management- und Marketingmethoden einsetzten.
1876 heiratete Foerster Wilhelmine Auguste Peipers aus Solingen, sie hatten zusammen sieben Kinder, von denen zwei früh an Scharlach starben. Foerster wurde Mitglied im österreichischen Herrenhaus und übernahm 1893 die Leitung der Böhler’schen Bergwerke, während sich die Firma Böhler in zunehmendem Maße der Produktion von Kriegsgütern zuwandte, was der ausgeprägt calvinistischen Weltanschauung Foersters (ev. HB) widersprach. 1899, als die Firma Böhler & Co. in eine Aktiengesellschaft umgewandelt wurde, zog sich Foerster zur Gänze von der Firma zurück und widmete sich verstärkt karitativen Aufgaben. Vor allem die evangelische Kirche H.B. und ihre Institutionen wurden reich bedacht. Er unterstützte das Rote Kreuz, das Evangelische Spital und den von ihm gegründeten Verein gegen Armut und Bettelei. Von 1914 bis 1922 bekleidete er das Amt des Kurators in der evangelischen Gemeinde HB in Wien. Unter dem Eindruck der Kriegsgräuel spendete er 1919 der Gemeinde Wien zum Bau von Wohnstätten für Kriegsheimkehrer ein Grundstück im Ausmaß von 106.740 m². Diese Wohnstätten wurden allerdings nie gebaut. Auf Grund seiner Verdienste um die relativ kleine evangelische Gemeinde HB und auf Grund seines karitativen Engagements verlieh ihm die theologische Fakultät der Universität Wien im Jahr 1916 das Ehrendoktorat. Foerster hatte ein beachtliches Vermögen erworben, das mit den Kriegsanleihen im Ersten Weltkrieg völlig zerrann.